# 78429 Башек
78429 Башек (78429 Baschek) — астероїд головного поясу, відкритий 18 серпня 2002 року.
Тіссеранів параметр щодо Юпітера — 3,232.